# Funeral for Yesterday
Funeral for Yesterday è il quarto album in studio del gruppo musicale heavy metal femminile canadese Kittie, pubblicato nel 2007.

## Tracce
1. Funeral for Yesterday – 3:24
2. Breathe – 3:11
3. Everything That Could Have Been – 4:43
4. Slow Motion – 3:55
5. Will to Live – 3:18
6. Never Again – 3:49
7. Sweet Destruction (Interlude) – 2:25
8. Summer Dies – 3:53
9. Flower of Flesh and Blood – 2:14
10. Around Your Heart – 2:56
11. This Too Shall Pass – 3:07
12. Last Goodbye – 2:38
13. Witch Hunt – 4:01
14. The Change – 3:57

## Formazione
- Morgan Lander - voce, chitarra
- Mercedes Lander - batteria, piano, cori
- Trish Doan - basso
- Tara McLeod - chitarra